# Diário de Pelotas
Diário de Pelotas foi um jornal brasileiro da cidade de Pelotas, Rio Grande do Sul. Fundado em 1866 por Ernesto Gerngross, era alinhado do Partido Liberal e, no seu período final, atuou sob o nome de Órgão do Partido Liberal da Província. Foi dissolvido em julho de 1889.
Entre seus colaboradores de maior destaque estão Theodósio de Menezes, Bernardo Taveira Júnior, Piratinino de Almeida,
Arthur Maciel e Germano Otacílio de Oliveira. Sua seção de política foi, a partir de 1874, responsabilidade de Fernando Luís Osório.